# Gustaf Arrhenius (filosof)
Gustaf Svante Henning Arrhenius, född den 28 juni 1966, är en svensk filosof. 
Han är professor i praktisk filosofi vid Stockholms universitet, och erhöll sin doktorsexamen i filosofi från University of Toronto och sin doktorsexamen i praktisk filosofi från Uppsala universitet. Han är hedersprofessor vid Århus universitet, medlem i ekonomi och filosofi-initiativet vid École d’economie de Paris och ledamot i Academia Europaea. Han är också ledamot i styrelsen för Myndigheten för vård- och omsorgsanalys och medlem i den rådgivande styrelsen för International Panel on Social Progress (IPSP). Arrhenius har tidigare lett det Fransk-svenska forskningsprogrammet i filosofi och ekonomi på SCAS i Uppsala och Collège d'études mondiales i Paris. Han har haft flera tidigare styrelseuppdrag, bland annat för Stiftelsen Jämlikhetsfonden 2015-2021 och tidskriften Forskning & Framsteg 2015-2017.
Arrhenius är känd för sin forskning inom moralfilosofi och politisk filosofi, med särskilt fokus på frågor som rör framtida generationer och demokrati. Arrhenius forskning om framtida generationers rättigheter och populationsetik har blivit uppmärksammad,[källa behövs] framför allt genom de omöjlighetsteorem han har bevisat inom det senare området. Diskussionen av populationsetiken tog fart på 1980-talet i och med Derek Parfits bok Reasons and Persons där han presenterade sitt berömda tankeexperiment om den motbjudande slutsatsen. Arrhenius för denna diskussion vidare och visar att även om man kan undvika Kenneth Arrows omöjlighetsteorem genom att tillåta en mycket rikare information om individers välfärd så uppstår nya omöjlighetsteorem med mycket svaga villkor om man tillåter att de jämförda populationerna varierar i storlek. Hans forskning har också berört ämnen som demokratins avgränsningsproblem, värdestrukturer, jämlikhetsmått och rättvis fördelning av makt. 
Sedan november 2014 är Arrhenius VD för Institutet för framtidsstudier i Stockholm, en fristående forskningsstiftelse där det bedrivs policyrelevant tvärvetenskaplig forskning om viktiga framtidsfrågor. Här leder han verksamheten utifrån sitt forskningsprogram "Vilken framtid? Utmaningar och vägval i det 21:a århundradet".
Arrhenius medverkar frekvent i den allmänna debatten, och framhåller att politiska och ekonomiska diskussioner skulle främjas av att till en högre grad innefatta frågor om moralfilosofi. Bland annat lyfter han etiska frågeställningar kring klimatförändringarna, framtida generationer, demokrati och vård och omsorg.

### Fotnoter
1. ↑  Libris, Kungliga biblioteket, 26 mars 2018, Libris-URI: b8nrw03v4jgwdv1, läst: 24 augusti 2018.[källa från Wikidata]
2. ↑  Presentation med bibliografi och meritförteckning Stockholms universitets webbplats
3. ↑  ”Forskningsprogram på Institutet för framtidsstudier”. http://www.iffs.se/forskning/forskningsprogram/. Läst 28 september 2015.
4. ↑  Saturate. ”http://fjardeuppgiften.se/2013/04/22/filosofen-som-vill-ta-fram-nya-matt-pa-tillvaxt/”. http://fjardeuppgiften.se/2013/04/22/filosofen-som-vill-ta-fram-nya-matt-pa-tillvaxt/,%20http://fjardeuppgiften.se/2013/04/22/filosofen-som-vill-ta-fram-nya-matt-pa-tillvaxt/. Läst 15 september 2023.
5. ↑  Per Olof LindstenText (13 september 2022). ”Så stoppas klimatkatastrofen: ”Det är extremt kontroversiellt””. Dagens industri. https://www.di.se/hallbart-naringsliv/sa-stoppas-klimatkatastrofen-det-ar-extremt-kontroversiellt/. Läst 15 september 2023.
6. ↑  ”Should we care about people who need never exist?”. The Economist. ISSN 0013-0613. https://www.economist.com/christmas-specials/2022/12/20/should-we-care-about-people-who-need-never-exist. Läst 15 september 2023.
7. ↑  Lars Mogensen (26 mars 2020). ”De svåra prioriteringarna”. Filosofiska rummet. Sveriges Radio. https://sverigesradio.se/avsnitt/1467659. Läst 15 september 2023.
8. ↑  Camilla Widebeck (4 september 2018). ”Klarar vår demokrati att rädda klimatet?”. Vetenskapsradion På djupet. Sveriges Radio. https://sverigesradio.se/avsnitt/1142730. Läst 15 september 2023.
9. ↑  Erik Angner och Gustaf Arrhenius. ”Det svenska undantaget - Kvartal”. kvartal.se. https://kvartal.se/artiklar/det-svenska-undantaget/. Läst 15 september 2023.
10. ↑  ”Forskare: FHM behöver inrätta ett etiskt råd | SvD Debatt”. Svenska Dagbladet. 9 april 2020. ISSN 1101-2412. https://www.svd.se/a/dO1pqO/forskare-fhm-behover-inratta-ett-etiskt-rad. Läst 15 september 2023.